# Phyllodactylus kofordi
Phyllodactylus kofordi (листопалий гекон прибережний) — вид геконоподібних ящірок родини Phyllodactylidae. Мешкає в Перу і Еквадорі. Вид названий на честь американського зоолога Карла Кофорда.

## Опис
Phyllodactylus kofordi — невеликий гекон, довжина якого (без врахування хвоста) становить 46 мм. 

## Поширення і екологія
Прибережні листопалі гекони поширені на північному заході Перу (від Тумбеса до Ламбаєке), а також на крайньому південному заході Еквадору. Вони живуть в прибережних пустелях та в сухих тропічних лісах. Зустрічаються на висоті до 638 м над рівнем моря. Живляться переважно безхребетними, а також рослинною їжею.